# Jack Kerouac Alley
Jack Kerouac Alley è un vicolo di San Francisco intitolato al celebre scrittore beat (precedentemente la via era intitolata Adler Place). La stradina collega Chinatown a Columbus Avenue; proprio a ridosso del quartiere italiano di North Beach. Negli ultimi anni (anche grazie a lavori di valorizzazione terminati nel 2007) Jack Keruac Alley è spesso teatro di "reading" all'aperto.
La scelta d'intitolare la strada a Jack Kerouac non è casuale. All'imbocco del vicolo ci s'imbatte infatti in una serie di locali e luoghi culto della Beat Generation come la City Lights Bookstore (libreria fondata nel 1953 da Lawrence Ferlinghetti), il Cafè Vesuvio (uno dei locali preferiti dai poeti beat) e il Tosca Cafè (cui Kerouac si è ispirato per ambientare le storie de "I Sotterranei" ribattezzando il bar in "La Lanterna Rossa").

## Galleria d'immagini

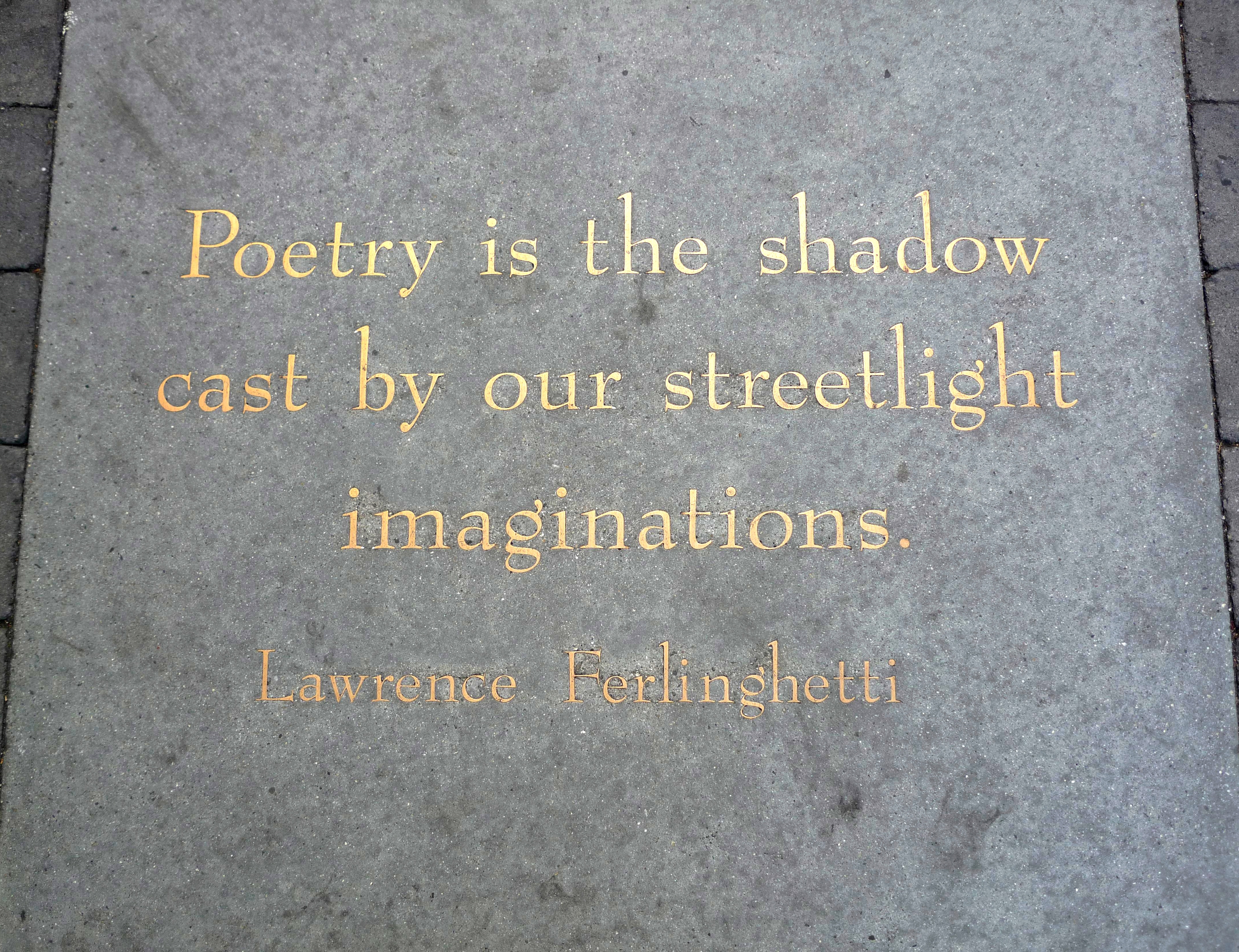
Placca con citazione da una poesia di Lawrence Ferlinghetti in Jack Kerouac Alley
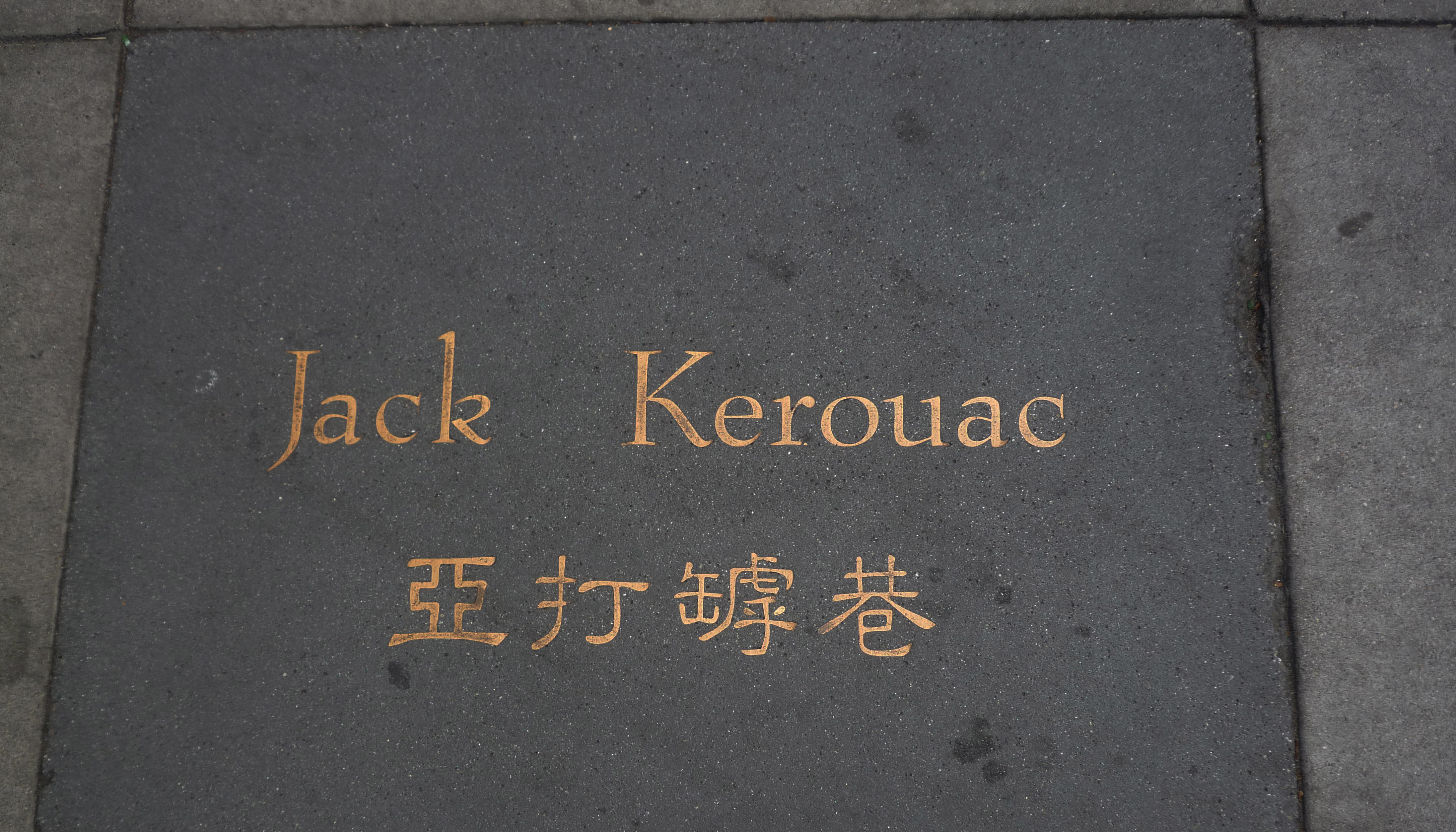
Placca con il nome di Jack Kerouac
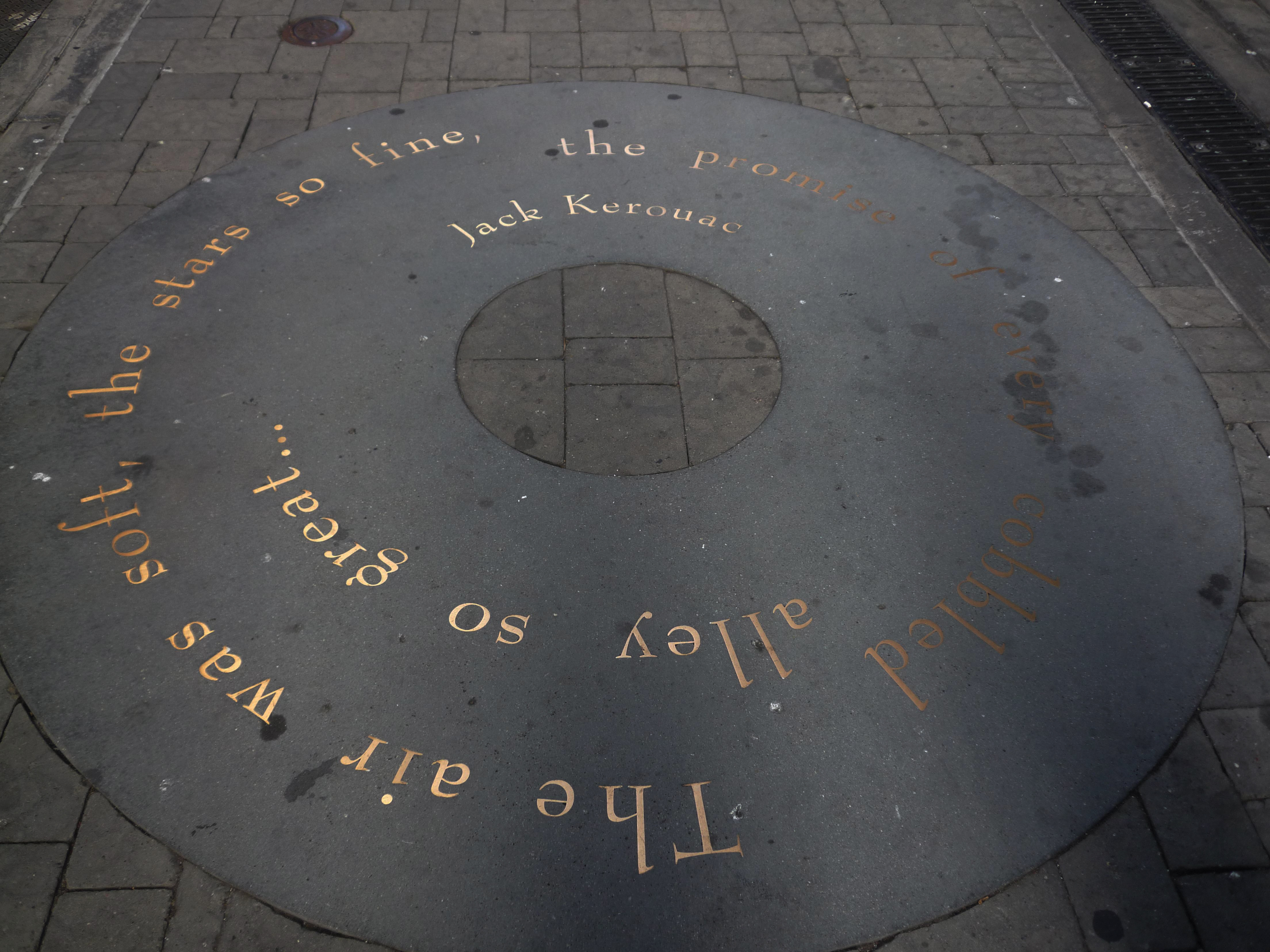
Placca con una citazione di Jack Kerouac
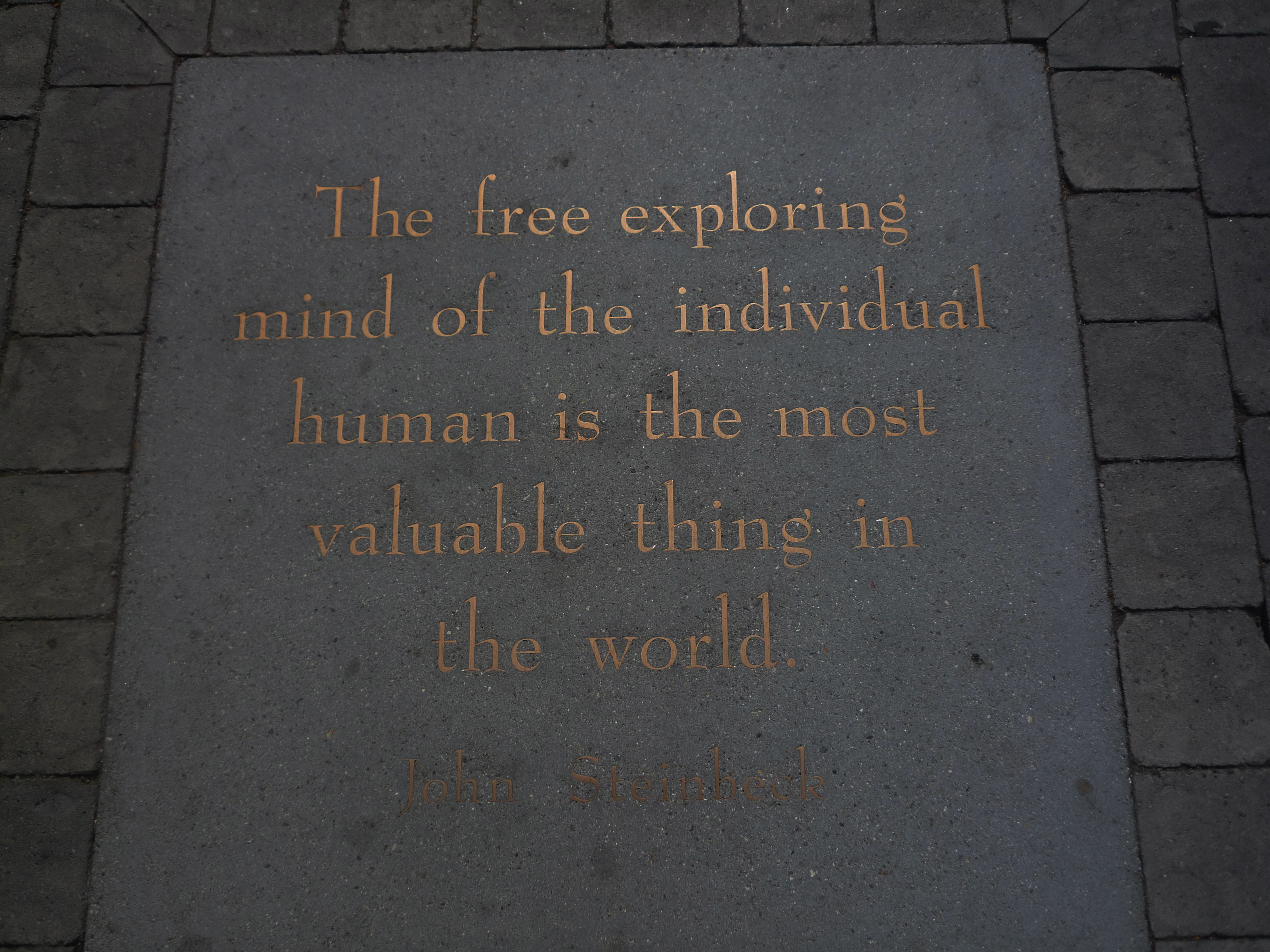
Placca con citazione di John Steinbeck
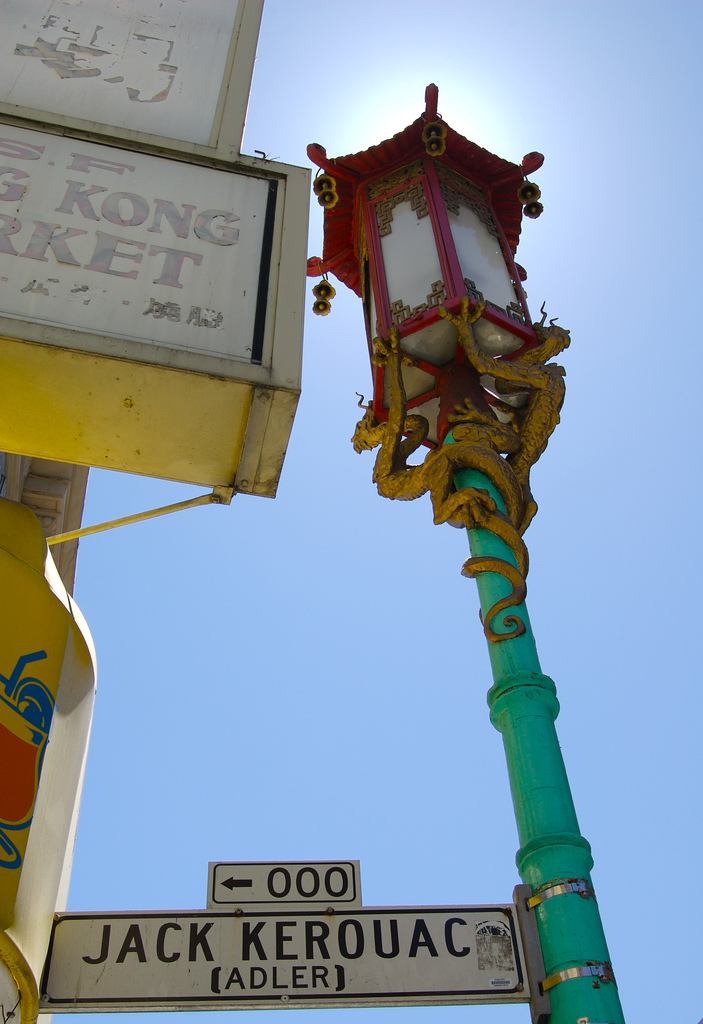
Insegna stradale di Jack Kerouac Alley